# Prodotiscus
Genre
Les indicateurs du genre Prodotiscus sont parmi les plus petits représentant de la famille des indicatoridés. Ce sont oiseaux endémiques de l'écozone afrotropicale.
Ce sont des parasites reproductifs, ils pondent leurs œufs dans les nids des cisticoles ou des souïmangas.

## Liste des espèces
D'après la classification de référence (version 2.2, 2009) du Congrès ornithologique international (ordre phylogénique) :
- Prodotiscus insignis – Indicateur pygmée
- Prodotiscus zambesiae – Indicateur gris
- Prodotiscus regulus – Indicateur de Wahlberg